# Joachim Meichel
Joachim Meichel, auch: Meychel (* um 1590 in Braunau am Inn; † 14. August 1637 in München) war ein lateinischer und deutscher Lyriker und Übersetzer der Barockzeit.

## Leben
Meichel verbrachte die Schulzeit im heimatlichen Braunau und schloss 1608 seine Gymnasialstudien am Jesuitengymnasium München (heute Wilhelmsgymnasium München) ab. Er absolvierte sodann theologische Studien in Dillingen. 1614 erhielt er seine erste Anstellung als Lehrer der Novizen im Kloster Weihenstephan. 1623 wurde er als Geheimschreiber an den kurfürstlichen Hof in München berufen, wo er bis zu seinem Tode verblieb. Wohl noch auf Kontakte aus seiner Dillinger Zeit zurückgehend, übersetzte er die lateinischen Schriften vieler jesuitischer Autoren ins Deutsche.

## Werke (Auswahl)
- Templa Frisingensia.  Ingolstadt 1614.
- (Übs.) Jeremias Drexel: Zungen-Schleiffer.  3 Bde.  München 1631–1640.
- (Übs.) Jeremias Drexel: Sonnenwend. München 1631.
- (Übs.) Jakob Bidermann: Cenodoxus, der Doctor von Pariß.  München 1635.
- Vierfache Weißheit-Sprüch.  München 1657.